# 北浦昭義
北浦 昭義（きたうら あきよし、1940年〈昭和15年〉4月10日 - ）は、日本の俳優。本名同じ。身長174cm。芸映所属。柔道二段。

## 経歴
長崎県生まれ、広島県広島市育ち。1945年5歳の夏、広島市の爆心地から1.9キロ南の自宅で被爆。軽い火傷だけで一命を取りとめる。被爆者手帳を持つ。広島大学附属高等学校から一橋大学を目指すが失敗し、一浪後、日本大学芸術学部演劇科に入り同大学卒。在学中の1966年、森繁久彌主演の東宝「駅前シリーズ」『喜劇 駅前競馬』でデビューした。以降、多数の映画やテレビで地味な役に徹した。役柄はサラリーマン、刑事、教師、酒場のマスターなどが多く、1980年代に"中年男の哀愁を演じる俳優"としてマスメディアに取り上げられた。1973年、1歳下の女性と結婚するが子どもはできなかった。

## 出演作

### 映画
- 駅前シリーズ（東京映画）
  - 喜劇 駅前競馬（1966年） - 若い警官
  - 喜劇 駅前番頭（1966年）青年
  - 喜劇 駅前満貫（1967年） - 桜井
  - 喜劇 駅前学園（1967年） - 松川先生
  - 喜劇 駅前百年（1967年） - オール観光社員宮本
  - 喜劇 駅前火山（1968年） - 潜水夫
  - 喜劇 駅前開運（1968年） - 黒メガネ
- 青春太郎（1967年、東京映画） - 黒松
- 新・事件記者 殺意の丘（1968年、日活） - 辻キャメラマン
- ドリフターズですよ！盗って盗って盗りまくれ!（1968年、東宝）
- 愛のきずな（1969年、渡辺プロ=東宝） - 吉野
- いい湯だな 全員集合!!（1969年、松竹）
- その人は女教師!（1970年、東宝）
- ひらヒラ社員夕日くん ガールハントの巻!（1970年、東宝）
- 喜劇 右むけェ左!（1970年、東宝） - 伊藤二尉
- 白昼の襲撃!（1970年、東京映画） - 松本刑事
- 喜劇 昨日の敵は今日も敵!（1971年、渡辺プロ） - 左右田
- 西のペテン師 東のサギ師（1971年、東京映画） - 田所
- 起きて転んでまた起きて（1971年、東京映画） - マスター
- 湯けむり110番 いるかの大将!（1972年、東宝）
- 恍惚の人（1973年、芸苑社） - 信利の同僚
- 卒業旅行　Little Adventurer!（1973年、東宝）
- 無宿人御子神の丈吉 黄昏に閃光が飛んだ!（1973年、東京映画） - 村松源三郎
- 二十歳の原点（1973年、東京映画） - 「ろくよう」のマスター
- 喜劇 だましの仁義（1974年、東宝） - 横山
- あした輝く（1974年、松竹=芸映） - 緑川誠一郎
- しあわせの一番星 （1974年、松竹） - 予想屋
- 愛と誠 （1974年、松竹） - 久松先生
- 愛こんにちは （1974年、東宝） - 社員
- ザ・ドリフターズの極楽はどこだ!! （1974年、松竹） - 健一
- 夜霧の訪問者（1975年、松竹） - 黒部
- おれの行く道（1975年、松竹） - 土屋健二
- 青春の蹉跌（1974年、東京映画＝渡辺企画） - フットボール部監督
- 冒険者たち（1975年、冒険舎） - 山村
- 星と嵐（1976年、東宝＝M・M・C） - 山口和雄
- 俺の選んだ女（1976年、東宝） - おでん屋の英二
- ブルークリスマス（1978年、東宝）
- 冬の華（1978年、東映） - 渡辺弘
- 連合艦隊（1981年、東宝） - 渡辺安次

### テレビドラマ
- 怪獣王子（1967年、フジテレビ） - 江島郁夫
- あひるの学校（1968年、NHK） - 若林忠彦
- 大河ドラマ（NHK）
  - 竜馬がゆく（1968年） - 近藤長次郎
  - 勝海舟（1974年） - 佐藤与之助
  - 風と雲と虹と（1976年） - 漢部倉麻呂
  - 草燃える（1979年） - 和田常盛
- ゼロファイター（1969年、フジテレビ）
- サインはV（1969年、TBS） - ミカサの監督
- 鬼平犯科帳（八代目松本幸四郎版）
  - 第11話「老盗の夢」（1969年、NET / 東宝）‐ 岩坂の茂太郎
  - 第40話「かわうそ平内」（1970年、NET / 東宝） - 河合才兵衛
- テレビ朝日土曜時代劇 / 人形佐七捕物帳 第17話「八つ目鰻」（1971年7月31日） - 青山福三郎
- 刑事くん「第3部」第24話「ふたりのカレンダー」（1971年、TBS）
- おらんだ左近事件帖 第14話「ばくち侍」（1971年、フジテレビ）
- ワン・ツウ アタック!｢レッツ・ゴー ミュンヘン!｣ 第2話「恐怖の殺人スパイク」（1971年、東京12チャンネル） - 記者
- 赤ひげ（1972年、NHK） - 吉太郎
- 緊急指令10-4・10-10（1972年、NET） - 沢根刑事
- 気になる嫁さん 第36話 「夢をこわした私！」(1972年、日本テレビ)  力丸のコーチ、岡マネージャー
- パパと呼ばないで 第28話「園子の縁談」（1973年、日本テレビ / ユニオン映画） - 美子の兄
- 雑居時代 第6話「青春は冒険の季節」（1973年、日本テレビ / ユニオン映画） - 化粧品会社員
- 6羽のかもめ（1974年、フジテレビ）
- 非情のライセンス（東映 / NET）
  - 第2シリーズ（1974年 - 1976年） - 横山刑事
  - 第3シリーズ（1980年） - 横山刑事
- 前略おふくろ様 第23回（1975年、日本テレビ）
- あなただけ今晩は 第5話（1975年、フジテレビ） - 誠
- プロレスの星 アステカイザー 第24話（1976年、NET） - 津村博士
- 大都会 闘いの日々（1976年、日本テレビ） - 由比大三郎
- あにき（1977年、TBS） - 黒田
- 刑事犬カール 第11話「探偵犬バド」（1977年、TBS） - 麻薬捜査官
- 人間の証明（1978年、MBS）
- 坂部ぎんさんを探して下さい（1978年10月5日、読売テレビ） - 料亭の板前
- あさひが丘の大統領 第20話「ありがとうハンソク先生!」（1979年、日本テレビ）
- たとえば、愛（1979年、TBS） - 咲本一平
- 体験時代 第6話「真夜中の冒険」（1979年、東京12チャンネル）
- ザ・スペシャル 青春の昭和史Ⅱ三十秒の狙撃兵（1979年12月20日、ANB） - 映画助監督
- 江戸の激斗 第19話「囮・危険な取引き」（1980年、フジテレビ）
- 江戸の朝焼け 第26話「雪が降る雛の宵」（1981年、フジテレビ）
- 新・海峡物語（1981年、テレビ朝日）
- 結婚したい女2（1981年、TBS）
- 松本清張の指（1982年、日本テレビ）
- ガラスの知恵の輪（1982年、MBS）
- 遠雷と怒涛と（1982年、NHK） - 磯部勘助

### CM
- アサヒビール
- ライオン